# Konzerthaus (Hannover)
Das Konzerthaus war eine Ende des 19. Jahrhunderts in Hannover unterhaltene Veranstaltungsstätte. Sie war auf einer Hälfte der ehemaligen Reitbahn als Konzerthaus eingerichtet unter der historischen Adresse Am Marstalle 7 in einem Teil des ehemaligen Reithauses am Marstall. Architekt war der Bauunternehmer und Immobilien-Magnat Ferdinand Wallbrecht, der das Bauwerk 1877 für bis zu 1800 Personen in einfacher Neorenaissance-Dekoration umgestalten ließ. Die Stelle des Bauwerkes wurde später vom Üstra-Haus eingenommen.

## Geschichte und Beschreibung
Das auch F. Wallbrecht's Konzertlokal genannte Etablissement hatte im Erdgeschoss unter anderem einen Großen und einen Speisesaal sowie ein Restaurant. Über eine Freitreppe wurden weitere Räumlichkeiten im Obergeschoss erschlossen wie beispielsweise weitere Säle und eine Musiktribüne.
Bei der Eröffnung am 28. Dezember 1878 konzertierte das Orchester der königlichen Oper mit fremden Solisten, auch die hauseigene Orgel spielte auf.
1890 brachte Ferdinand Wallbrecht sein Konzerthaus mit 76 anderen eigenen Gebäuden als Eigenkapital in die Hannoversche Immobilien-Gesellschaft ein.
1897 leiteten die Herren Hartmann und Kreimeyer das Haus als Direktor, während die künstlerische Leitung Edmund May oblag, dem Redakteur und Verleger des Theater-Couriers.
Nachdem im Hannoverschen Curier eine Kritik die bei der im Winter veranstalteten Eröffnung noch „beengte“ Temperatur-Verteilung bemängelte, waren die dargestellten Probleme bis zum Festessen anlässlich des 25-jährigen Dienstjubiläums des hannoverschen Stadtdirektors Heinrich Tramm im Jahr 1879 behoben: Demnach war die Stadt damals „um ein vorzügliches Local bereichert“ worden.
1902 pachte „H. Scharpenberg“ das „Concerthaus“.
Zur Zeit der Weimarer Republik nutzte der Politiker Emil Demmig Ende Dezember 1924 das Konzerthaus für seinen bis heute stenografisch festgehaltenen Vortrag über den amtierenden Oberbürgermeister unter dem Titel „Das System Leinert. Sechs Jahre sozialistische Herrschaft im Rathause Hannovers.“